# Autostrada A57
La Autostrada A57 (llamada también Tangenziale di Mestre) es una autopista italiana que atraviesa de sudoeste a noreste toda la zona urbana industrial cercana a la ciudad de Mestre y posee un pequeño ramal que vincula el tronco de la misma con el aeropuerto de Venecia. La autopista posee este nombre desde el 8 de febrero de 2009 cuando se abrió al tráfico una variante de la Autostrada A4 denominada Passante di Mestre. Hasta ese momento la totalidad de la A57 formaba parte de la autostrada A4 y de la autostrada A27.

## Ramal Aeropuerto

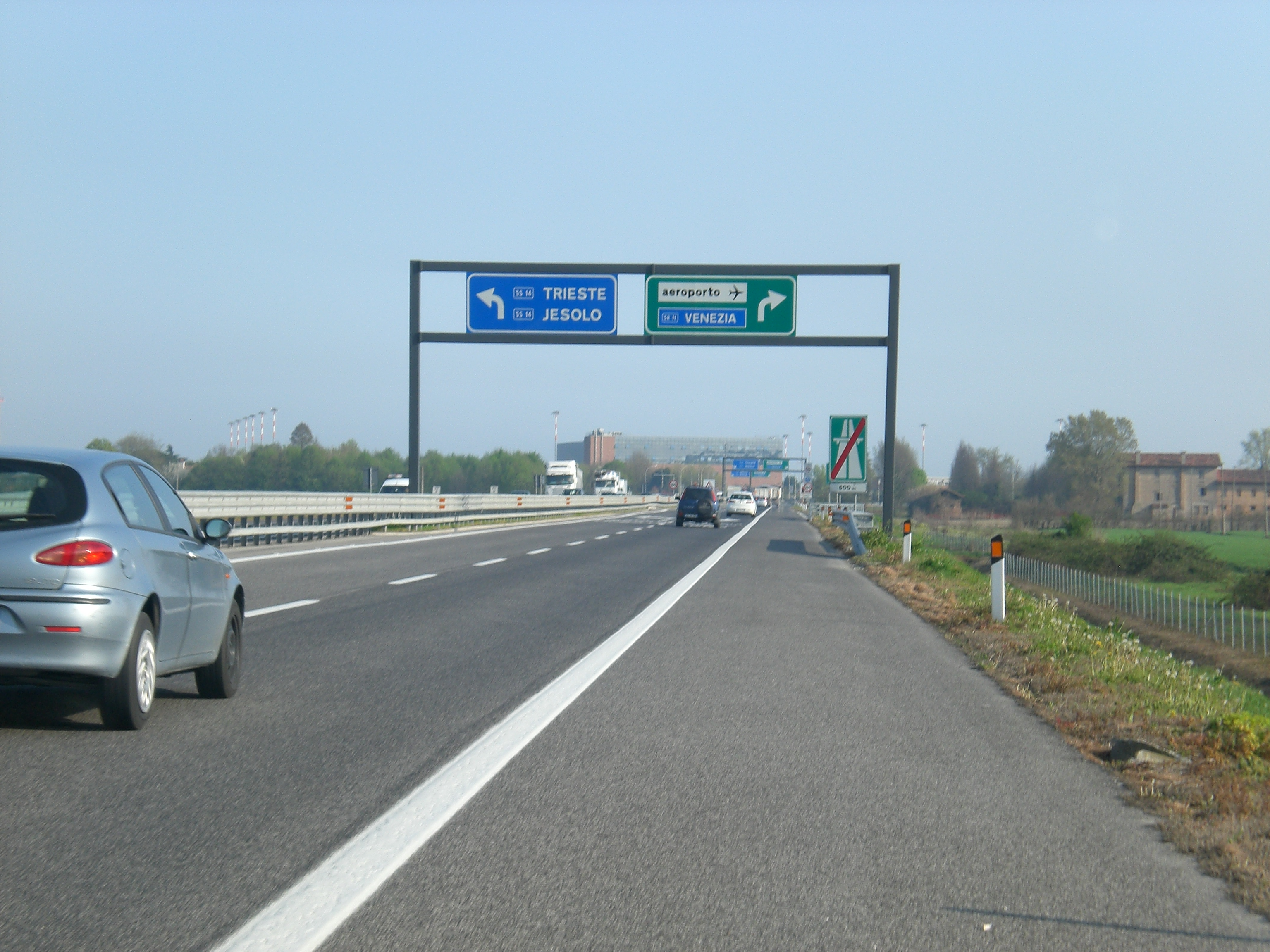

Además forma parte de la A57 el que fuera el tramo final (inaugurado en 1991) de la A27 que comunica el tronco principal con el aeropuerto de Venecia. Este tramo cambió de A27 a A 57 también el 8 de febrero de 2009.
Este ramal no posee peajes y es gestionado por la empresa Società delle Autostrade di Venezia e Padova.

## Historia
El tramo entre la interconexión oeste con la autostrada A4 y el peaje de Venezia Mestre (tramo oeste de la actual A57) fue inaugurado en 1933 como Autostrada A4 Padova-Venezia.
El tramo desde la interconexión con la autostrada A27 y el peaje Venezia Est (tramo este de la actual A57) fue abierto al tráfico en 1969 como Autostrada A4 Venezia-Trieste.
El tramo central de la actual A57 fue abierto al tráfico en 1972 como tramo urbano (Tangenziale di Mestre) de la Autostrada A4 Torino-Trieste. Este tramo central tenía al momento de su inauguración dos carriles por sentido de circulación y fue proyectado para un caudal de 55000 vehículos diarios.
En los primeros años del Siglo XXI el tramo ya soportaba un caudal de aproximadamente 150000 vehículos diarios con picos de 170000. Ante esta situación y se decidió agregar un tercer carril y construir una variante para que el tráfico "pasante" evitara este tramo.
El tercer carril fue habilitado el 14 de abril de 2003 en el tramo peaje de Venezia Mestre-Interconexión con la autostrada A27. El tramo "pasante" fue inaugurado en febrero de 2009, momento a partir del cual la tangenziale dejó de ser parte de la A4 para comenzar a denominarse A57.